# Raccordo autostradale 15
Der Raccordo autostradale 15 (italienisch für ‚Autobahnzubringer 15‘), auch Tangenziale di Catania (Tangente von Catania) genannt, ist ein Autobahnzubringer in der Nähe der sizilianischen Stadt Catania. Er liegt in der italienischen Region Sizilien.
Das  Decreto Legislativo 29 ottobre 1999, n.461 hat den RA15 nicht in das Autobahnnetz Italiens aufgenommen, sondern ihn als Straße von nationalen Interesse eingestuft. Verwaltet wird der 24 km lange Autobahnzubringer von der ANAS. Eröffnet wurde er 1985.
Die Strecke ist Bestandteil der  E 45.

## Bedeutung und Verlauf

Der 23 km lange Autobahnzubringer verbindet drei sizilianische Autobahnen miteinander. Er beginnt an der A18 (Messina-Catania). Bei Kilometer 15 zweigt die A19 ab, die in die Hauptstadt Siziliens, Palermo, führt. Bei Kilometer 19 zweigt außerdem noch die Autostrada Catania-Siracusa ab.
Im Süden geht der RA15 in die SS 114 über.
Bislang ist der RA 15, wie alle von der ANAS betreuten Strecken, mautfrei.